# Johanniterkommende Zachan
Die Johanniterkommende Zachan war eine Niederlassung des Johanniterordens in der Ballei Brandenburg in Zachan im Saatziger Kreis in Pommern (heute Suchań), im Powiat Stargardzki der polnischen Woiwodschaft Westpommern. Sie entstand vor 1269 und wurde 1545 verkauft.

## Lage
Zachan (Suchań) liegt etwa 21 Kilometer südöstlich der Stadt Stargard (bis 2015 Stargard Szczeciński). Durch den Ort hindurch führt die Landesstraße 10 (droga krajowa 10) Stettin–Bromberg.

## Geschichte
Am 12. August 1269 wurden Herzog Barnim I. von Pommern, der Abt des Klosters Kolbatz und andere pommersche Adlige von Bischof Albertus Magnus von Regensburg, auf Geheiß von Papst Clemens IV. exkommuniziert, weil sie den Johannitern eine Reihe von Gütern in Pommern entfremdet hatten, darunter auch Zachan. Der Bann wurde am 16. April 1270 erneut bestätigt. Allerdings scheint es sich um Pfandbesitz gehandelt zu haben. Zachan war ursprünglich Tafelgut der pommerschen Herzöge gewesen. In der pommerschen Landesteilung von 1295 wurde Zachan mit Zubehör der Wolgaster Linie zugesprochen. Es wurde damals immer noch als herzogliches Gut aufgefasst, das damals aber im Pfandbesitz der Johanniter war. Bald darauf muss Zachan den Johanniter zu erblichem Lehn übergeben worden sein, wie die Urkunde vom 6. Juni 1312 zeigt. Nach dieser Urkunde war der Zachaner Kommendator Helperich von Rodinghen (Helferich von Rüdigheim) zugleich auch oberster Meister (Generalpräzeptor) des Johanniterordens in Deutschland. Er gab damals dem Kommendator von Liebschau und Schlawe Johann von Rochow die Erlaubnis, die Kirche in Moyzelin an die Kirche in Kolberg (heute Kołobrzeg) zu verkaufen. Die Urkunde beweist außerdem, dass Zachan ursprünglicher Johanniterbesitz war, und nicht aus dem Besitz der Templer an die Johanniter kam.
1318 war Georg von Kerkow Kommendator in Zachan. 1322 ist er dann schon Kommendator in Nemerow. In einer Urkunde vom 9. Oktober 1320, die der Generalpräzeptor der Johanniter Gerhard von Bortfeld in Zachan ausstellte, wird er nicht (mehr) genannt. Ledebur schließt daraus, dass Bortfeld selbst Kommendator in Zachan war, eventuell sogar bis 1341. Bortfeld erteilte in der Urkunde seine Zustimmung zum Verkauf des Dorfes Bantow (bald nach dem Verkauf wüst gefallen) durch Conrad von Dorstadt, den Kommendator der Kommende Liebschau und Schlawe an den Swenzonen Peter von Neuenburg. Die Annahme von Ledebur ist allerdings nicht zutreffend, denn in Urkunden von 1326 und 1327 wird mit Ludolf von Hokenbek ein anderer Kommendator für Zachan genannt. 1345 war dann Jan von Neyndorff Commendure tu Zochghan. Er wird 1355 noch einmal als Kommendator von Zachan erwähnt.
Der Großprior der Johanniter in Deutschland Conrad von Brunsberg erhielt 1366 vom Generalkapitel in Avignon die Erlaubnis, zur Abtragung von Schulden des Ordens, die Bruder Hugo von Werdenberg für die obere Ballei (superior provincia sive Bacilia Alamanniae) gemacht hatte, die zur Ballei Sachsen, Mark, Wendland und Pommern gehörigen Güter Tempelburg, Schöneck, Lagow und Aka mit Genehmigung des Herrenmeisters der Ballei Brandenburg zu verkaufen. Während die Kommenden Tempelburg, Lagow und Schöneck eindeutig zu identifizieren sind, gestaltet sich die Deutung von Aka als schwierig. Leopold von Ledebur versuchte Aka mit der Templerkommende Achim bzw. Tempel-Achim zu identifizieren. Dies trifft jedoch nicht zu. Eine alternative Deutung für Aka wäre die Kommende Zachan, die auch besser in den Gebietsrahmen, der von den drei anderen Kommenden vorgegeben wird, passen würde. Die Kommende Schöneck in Pomerellen wurde 1370 tatsächlich an den Deutschen Orden verkauft, während sich für die anderen Kommenden keine Käufer fanden. Etwa ab der Mitte des 14. Jahrhunderts wurde die Kommende Zachan quasi zur Hauskommende des pommerschen Adelsgeschlechtes von Güntersberg. Von 1359 bis 1409 lassen sich hier mit Dietrich, Henning, Mathias, Nickel und Reimar fünf Mitglieder dieses Geschlechts als Kommendatoren nachweisen.
1487 stellte Herzog Bogislaw X. den Johannitern einen Lehnbrief über Zachan, das Schloss mit der Vorbrücke, dem Hofe, der Nieder- und Obermühle und mit dem Städtchen, aus.
Von 1495 bis mindestens 1527 amtierte Tessen von Kleist als Kommendator in Zachan. Er wurde mit seiner Kommende zu den pommerschen Landständen gerechnet und musste im Kriegsfall 5 Mann zu Ross stellen. Letztmals finden wir ihn auf dem Ordenskapitel in Friedland am 20. Januar 1527. Bisher ließen sich keine Informationen über die folgenden Jahre bis 1545 finden.
Am 1. Oktober 1544 beschloss das Johanniterordenskapitel in Sonnenburg die Kommende Zachan zu verkaufen. Der damalige Herrenmeister Joachim von Arnim erteilte den Kommendatoren Andreas von Schlieben auf Lagow und Balthasar von Marwitz von Wildenbruch die Vollmacht mit den pommerschen Herzögen in Verkaufsverhandlungen zu treten.
Am 25. Januar 1545 quittierte der Herrenmeister Joachim von Arnim den Empfang von 24.000 Gulden für die Kommende Zachan, den Markgraf Johann ihnen bezahlt habe, Die Kommende Zachan war an den pommerschen Hofmarschall und Ritter vom Heiligen Grabe Wolf von Borck erblich verkauft. Es blieb jedoch Lehen der Johanniterballei Brandenburg. Mit dem Erlös wurde ein Ordenshaus in Frankfurt an der Oder gekauft. Außerdem wurden noch Schuldverhandlungen mit Markgraf Johann aufgenommen. Markgraf Johann soll das Kaufgeld an sich genommen haben und verzinste es den Johannitern. Der Verkauf der Kommende war anscheinend nicht unumstritten; Herrenmeister Joachim von Arnim trat nach Kritik wohl des Großpriors am 19. April 1545 von seinem Amt zurück.
1551 verkaufte Wolf von Borck das Städtchen Zachan an die Herzöge Barnim und Philipp von Pommern für 8.000 Taler. Anscheinend konnten die Herzöge die vereinbarte Summe nicht sofort aufbringen, und Wolf von Borck musste gegen sie klagen. 1552 verkaufte er schließlich die ehemalige Kommende Zachan an Herzog Barnim IX. von Pommern-Stettin um 24.000 Taler. Die Kommende Zachan wurde dem Amt Saatzig zur Verwaltung übertragen. 1646 war das Schloss Zachan der Witwensitz von Hedwig, der Witwe des Ulrich von Pommern und Bischofs von Cammin.
1653 wurde Hinterpommern brandenburgisch und Kurfürst Friedrich Wilhelm verlieh Zachan mit den Dörfern Zadelow (Sadłowo) und Groß Schlatikow (Słodkowo) an seinen Oberpräsidenten und Geheimen Rat Otto von Schwerin. Nach seinem Tod 1679 fiel Zachan an dessen Sohn Moritz Friedrich Freiherr von Schwerin. Er war mit Sophie Hedwig Freiin von Mardefeld, Tochter des schwedischen Feldmarschalls Conrad Mardefelt verheiratet. Sie war die Witwe des Heinrich Hallard genannt Elliot, der 1681 gestorben war. Nach dem Tod des Moritz Friedrich Freiherr von Schwerin heiratete sie wohl 1706 den Generalleutnant Johann Georg von Tettau. Ihr dritter Mann starb schon 1713, sie selbst am 27. September 1733 in Berlin, 1709 verkauften Sophie Hedwig Freiin von Mardefeld und Johann Georg von Tettau Zachan für 20.000 Taler an die pommerschen Landstände, die es dem Amt Saatzig unterstellten; es wurde bald darauf an das Amt Dölitz überwiesen.
Das Vorwerk Zachan war um 1800 1658 Morgen groß und war schon 1808 von der Feldmark der Stadt separiert. Es war zunächst verpachtet, doch brachte dies nur geringe Erträge. Der Domänenfiskus parzellierte das Vorwerk in den Jahren 1828 bis 1831. Insgesamt erwarben 184 Personen Grundstücke aus dieser Parzellierungsmasse. Damit war auch die letzte größere Wirtschaftseinheit der Kommende Zachan aufgelöst.

## Kommendatoren und Priore
- 1312 Helperich von Rodinghen (Helferich von Rüdigheim),[1] war auch Kommendator in Rüdigheim[11]
- 1318 Georgius von Kerkow[12][1], 1322 Komtur in Nemerow
- 1320 ?Gerhard von Bortfeld[1]
- 1326, 1327 Ludolf von Hokenbek, 1324 bis 1328 Kommendator in Stargard (Stargard Szezeciński) in Pommern[13]
- 1345, 1355 Jan von Neyndorff
- 1359, 1360 Diderick/Dietrich von Güntersberg[14][3][15]
- † 1361 Bertram, Prior, war 1352 Prior und Pfarrer in Stargard (Stargard Szezeciński) in Pommern[13]
- 1364, 1371 Matthias von Güntersberg[3]
- 1361 Johannes, Prior, wahrscheinlich 1364, 1368 Pfarrer in Stargard[16]
- 1376, 1386 Henning von Güntersberg[3]
- 1405 Nickel von Güntersberg[3]
- 1409 Reimar von Güntersberg, gleichzeitig Herrenmeister[3]
- 1419 bis 1428 Nickel von Tierbach,[1] danach Komtur in Wildenbruch
- 1435, 1438, 1440, 1442 Hans von Güntersberg[17][1][18][19]
- 1490, 1493, 1498, 1500, 1511, 1526, 1527 Tessen von Kleist[1][20]